# Chemi Doron
Chemi Doron (hebr.: חמי דורון, ang.: Hemi Doron, ur. 16 października 1956 w Riszon le-Cijjon) – izraelski prawnik, samorządowiec i polityk, w latach 2003–2006 poseł do Knesetu.

## Życiorys
Urodził się 16 października 1956 w Riszon le-Cijjon.
Służbę wojskową zakończył w stopniu starszego sierżanta sztabowego. Ukończył studia prawmnicze w College’u Zarządzania w Riszon le-Cijjon oraz politologię na Uniwersytecie Telawiwskim. Pracował jako prawnik specjalizujący się w ubezpieczeniach.
W latach 1993–2003 był członkiem rady miejskiej w Riszon le-Cijjon, w latach 1993–1994 delegatem na Kongres Syjonistyczny, zasiadał we władzach ruchu syjonistycznego.
W wyborach parlamentarnych w 2003 po raz pierwszy i jedyny dostał się do izraelskiego parlamentu z listy Szinui. W szesnastym Knesecie był zastępcą przewodniczącego, przewodniczył komitetowi wspólnemu ds. ogłaszania stanu wyjątkowego i zasiadał w komisjach spraw zagranicznych i obrony; absorpcji imigrantów i spraw diaspory; pracy i opieki społecznej; ds. zagranicznych pracowników oraz spraw wewnętrznych i środowiska. W 2006 utracił miejsce w parlamencie.